# Nils Minkmar

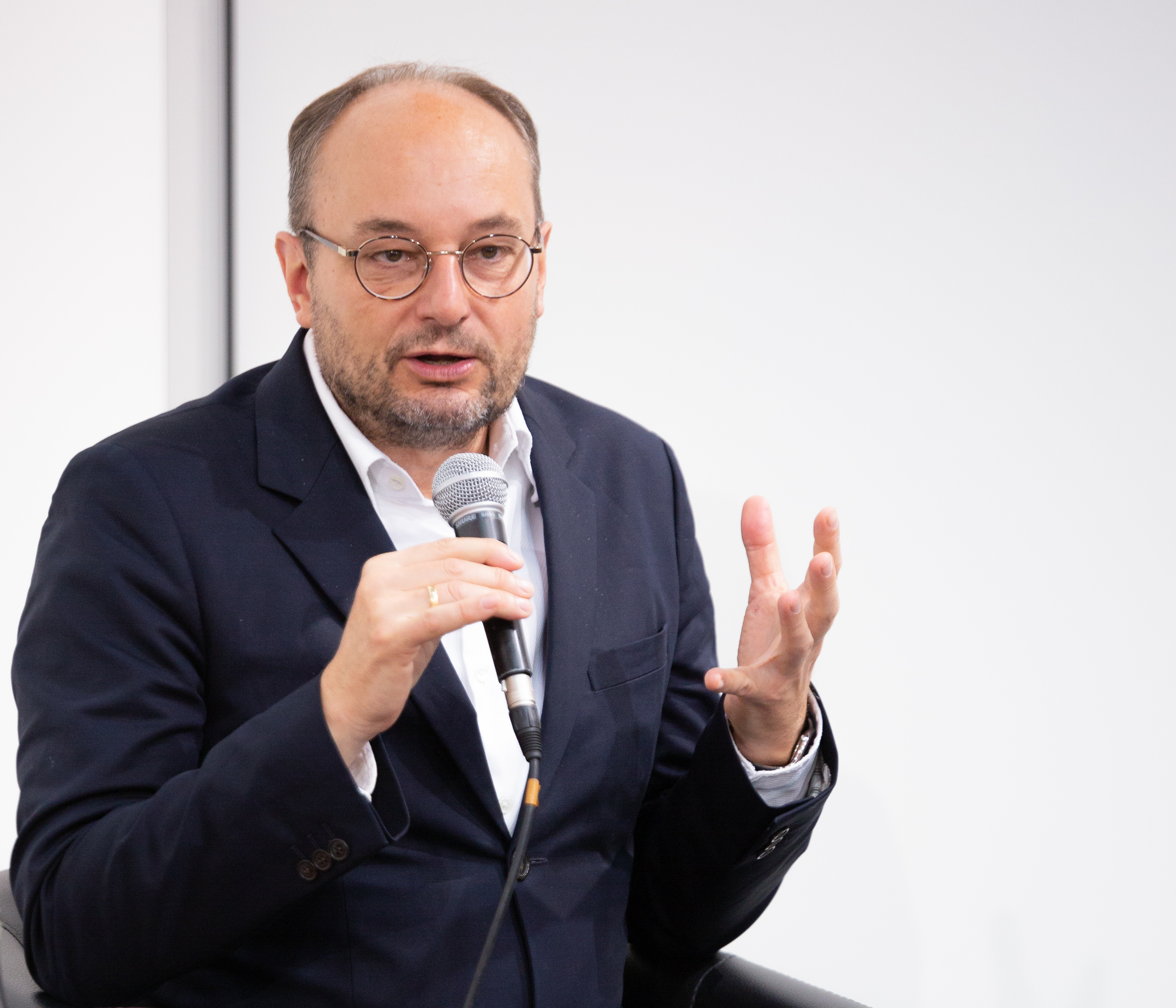
Nils Minkmar auf der Frankfurter Buchmesse 2018

Nils Minkmar (* 12. November 1966 in Saarbrücken) ist ein deutscher Journalist, Historiker und Publizist.

## Leben und Wirken
Minkmar wuchs in Dudweiler als Sohn eines Deutschen und einer Französin auf. Er studierte Neue Geschichte an der Universität des Saarlandes in Saarbrücken, engagierte sich dort in der Juso-Hochschulgruppe und amtierte zwei Semester als AStA-Vorsitzender. Er besuchte Pierre Bourdieus Doktorandenseminar an der École des Hautes Études en Sciences Sociales (EHESS) in Paris. 1996 wurde er bei Richard van Dülmen an der Universität des Saarlandes mit einer Arbeit über Ehrenkonflikte im frühneuzeitlichen Colmar promoviert.
1997 wurde Minkmar Redakteur der ZDF-Sendung Willemsens Woche in Hamburg. Nach der Einstellung der Sendung war er als freier Journalist für die Süddeutsche Zeitung, Geo und Merian tätig. Von 1999 bis 2001 war er Redakteur der Wochenzeitung Die Zeit. Im Juli 2001 wurde er Redakteur im Feuilleton der Frankfurter Allgemeinen Sonntagszeitung. Mit dem Jahresbeginn 2012 trat er die Nachfolge von Patrick Bahners als Feuilletonchef der Frankfurter Allgemeinen Zeitung (FAZ) an. Am 1. November 2014 wurde Minkmar Europa-Kulturkorrespondent der FAZ. Sein Nachfolger in der Leitung des Feuilletons wurde Edo Reents. Von 2015 bis 2021 schrieb er als Redakteur für das Kulturressort des Spiegel. Seit 1. Mai 2021 ist er Redakteur im Feuilleton der Süddeutschen Zeitung. Nebenbei schreibt er unter anderem den Blog Der siebte Tag.
Seit 2024 moderiert er mit Joachim Telgenbüscher den Geschichtspodcast Was bisher geschah.
Minkmar besitzt die deutsche und die französische Staatsangehörigkeit. Er ist Gründungsmitglied der deutschen Montaigne-Gesellschaft.

## Rezeption und Ehrungen
Johannes Kloth bezeichnete Minkmar als Analytiker und „Generalisten“, der sich in vielen Themen zu Hause fühle, der „Phänomene beobachtet und mit seinen oft klugen Gedanken reflektiert“ und der „über Islamismus ebenso wie über Innenpolitik, über Jodie Foster ebenso wie über Helge Schneider“ schreibe.
2012 wurde Minkmar von einer Jury der Journalistenzeitschrift Medium Magazin zum Kulturredakteur des Jahres gewählt. 2012 und 2013 gehörte er der Jury des Henri-Nannen-Preises an. 2016 wurde Minkmar mit dem Ben-Witter-Preis ausgezeichnet und geehrt als „lebenskluger Beobachter unserer kleinen Welt, der sich seinen freien Blick und sanften Spott bewahrt hat“.
Am 29. Oktober 2021 wurde Minkmar vom französischen Kulturministerium als Ritter/Chevalier für den Orden der Künste und der Literatur nominiert.
Im Juni 2022 erhielt Nils Minkmar den mit 5.000 Euro dotierten Journalistenpreis Bahnhof für seinen Artikel Sinfonie für einen Sackbahnhof.

## Schriften

### Bücher
- Ausgegossene Worte. Stadtbürgerlicher Ehrbegriff, Ehrenkonflikte und Habitus im Colmar des 16. Jahrhunderts in historisch-anthropologischer Perspektive. Saarbrücken 1996 (Dissertation, Universität des Saarlandes)
- Hier spricht Berlin. Geschichten aus einer barbarischen Stadt (zusammen mit Georg Diez, Peter Richter, Claudius Seidl und Anne Zielke). KiWi-Taschenbuch 2003, ISBN 978-3-462-03342-7.[11]
- Schaut auf diese Stadt. Neue Geschichten aus dem barbarischen Berlin (zusammen mit Georg Diez, Peter Richter, Claudius Seidl und Anne Zielke). KiWi 2007, ISBN 978-3-462-03790-6.
- Mit dem Kopf durch die Welt. Ganz persönliche Geschichten aus der Normalität. S. Fischer, Frankfurt am Main 2009, ISBN 978-3-10-048829-9.
- Der Zirkus: Ein Jahr im Innersten der Politik. S. Fischer, Frankfurt am Main 2013, ISBN 978-3-10-048839-8.
- Das geheime Frankreich. S. Fischer, Frankfurt am Main 2017, ISBN 978-3-10-397295-5.
- Montaignes Katze. Roman. S. Fischer, Frankfurt am Main 2022, ISBN 978-3-10-397294-8.[12]

### Aufsätze (Auswahl)
- Vom Totschlagen kostbarer Zeit. Der Gebrauch des Kinos in einer Industrieregion (1900–1914). In: Historische Anthropologie 1 (1993), S. 431–450.
- Filmrausch an der Saar. Das Leben mit dem Kino zwischen Kriegsende und Fernsehen. In: Saarbrücker Hefte 71/72 (1994), S. 103–110.
- Verbriefte Liebe. Die unglückliche Beziehung zwischen einem Reichsritter und einer Goldschmiedetochter im Colmar des 16. Jh. In: Eva Labouvie (Hrsg.): Ungleiche Paare. Zur Kulturgeschichte menschlicher Beziehungen. München 1997, S. 33–55.
- In der Zeitgeschichte der Medienpolitik. Die Odyssee der ZDF-Intendantenwahl. In: Jahrbuch Fernsehen 2002. Marl 2002, S. 41–50 (über die konfliktreiche Wahl von Markus Schächter als Nachfolger des langjährigen ZDF-Intendanten Dieter Stolte).